# Angus Macintyre
Angus John Macintyre ist ein britischer mathematischer Logiker, der sich neben Logik und Modelltheorie auch mit Algebra und Kombinatorik beschäftigt.

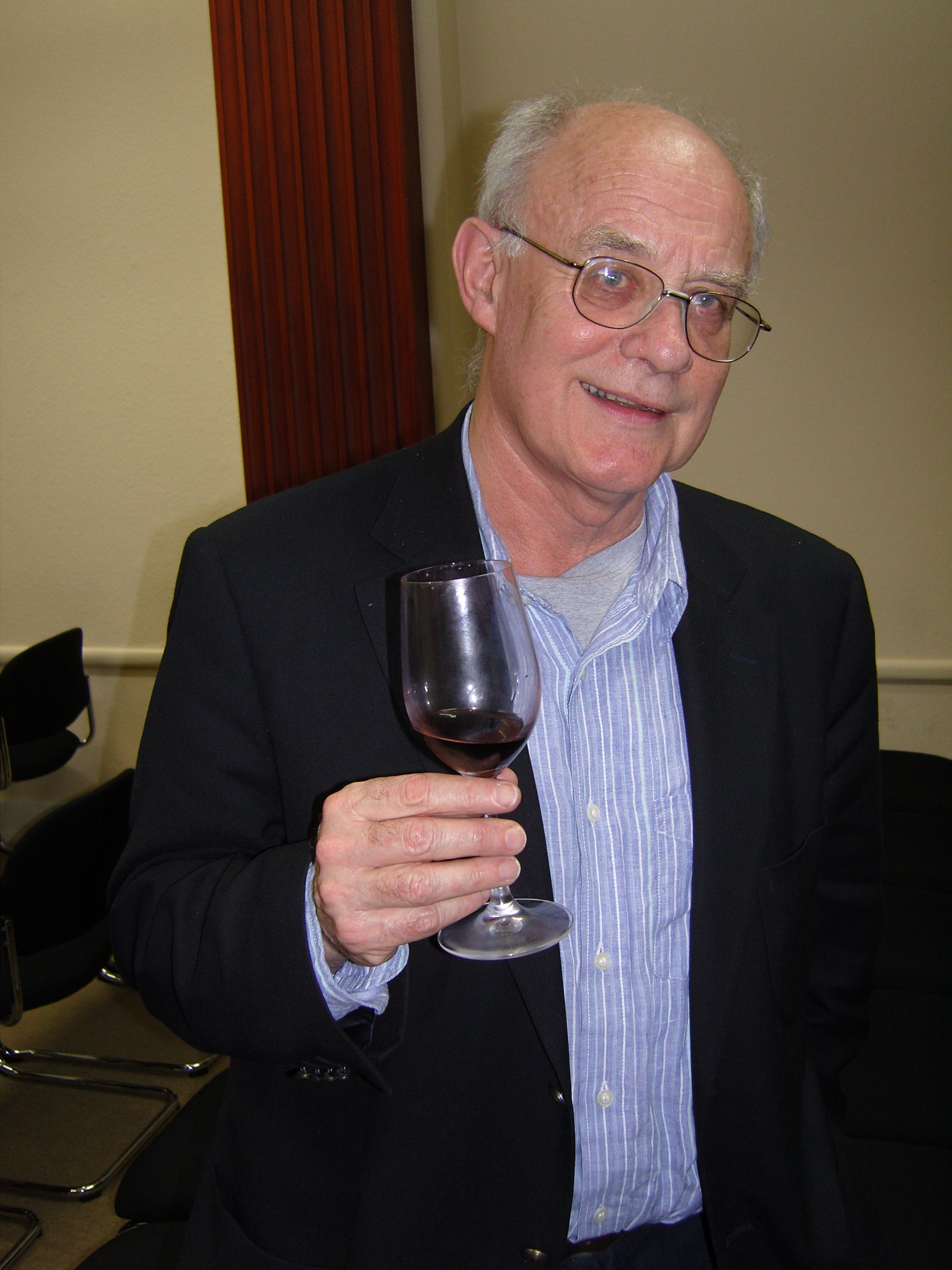
Angus Macintyre 2009

Macintyre promovierte 1968 an der Stanford University bei Dana Scott (Classifying pairs of real closed fields). In den 1970er Jahren war er Professor an der Yale University, Anfang der 1990er Jahre an der Universität Oxford und später an der Universität Edinburgh und ist zurzeit am Queen Mary College der Universität London.
1993 war er Gödel-Lecturer (Logic of Real and p-adic Analysis: Achievements and Challenges).
Er ist seit 1993 Fellow der Royal Society und erhielt 2003 den Pólya-Preis der London Mathematical Society. 1998 hielt er die Tarski Lectures in Berkeley. Seit 2008 ist er Mitglied der Academia Europaea.
Er ist mit der Mathematikerin Beatrice Pelloni verheiratet. Zu seinen Doktoranden zählen Zoé Chatzidakis und Ali Nesin.